# Apharsatus
Apharsatus is een kevergeslacht uit de familie van de boktorren (Cerambycidae). De wetenschappelijke naam van het geslacht werd voor het eerst geldig gepubliceerd in 1893 door Fairmaire.

## Soorten
Apharsatus omvat de volgende soorten:
- Apharsatus fallaciosus Fairmaire, 1893
- Apharsatus multicostatus Fairmaire, 1901